# Střídání
Střídání je obecný pojem, který označuje změnu nebo výměnu jedné instance téže entity za jinou instanci téže entity (lidově řečeno kus za kus). Používá se v běžném životě v mnoha oborech lidské činnosti a v mnoha různých kontextech i přenesených významech – zde jenom namátkou : střídání stráží (používá se jak v konkrétním tak i v přeneseném významu), střídání partnerů (obvykle je tímto slovním spojením míněna lidská promiskuita), střídání ročních období, střídání dne a noci atd. apod.
Slovo se používá například i v elektrotechnice, kdy periodické střídání směru elektrického proudu označujeme jako střídavý proud (ten může být vyráběn i elektrickým zařízením zvaným střídač).

## Střídání hráčů
Specifický význam má toto slovo v oblasti převážné většiny kolektivních sportů, kdy pravidla jednotlivých sportů přesně specifikují kdy a za jakých okolností smí být hráč vystřídán za jiného hráče, kolik hráčů smí být vystřídáno během utkání (či jiné kratší dílčí periody) apod. Střídání je naprosto nutné například v ledním hokeji, většinou velmi nutné bývá třeba v basketbalu apod. V ledním hokeji a jemu příbuzných kolektivních sportech se místo pro střídání hráčů nazývá střídačka (v jiných sportech pak lavička).
V některých sportovních odvětvích se mohou střídat i rozhodčí, například při dlouhých a náročných vrcholných utkáních v tenise, kdy bývají střídáni lajnoví rozhodčí.